# Động vật không xương sống
Động vật không xương sống (Invertebrata) là một cận ngành của giới động vật không sở hữu hoặc không phát triển về cột sống và ngay tên gọi đã phản ánh đặc trưng của những loài này là không có xương sống. Nhóm này chiếm 97% trong tổng số các loài động vật – tất cả động vật trừ các loài động vật trong phân ngành Động vật có xương sống (Vertebrata) như cá, bò sát, lưỡng cư, chim và thú.
Các động vật không xương sống hợp thành một nhóm cận ngành. Phát sinh từ một tổ tiên nhân chuẩn đa bào chung, tất cả các ngành trong nhóm này là các động vật không xương sống cùng với 2 trong số 3 phân ngành trong ngành động vật có dây sống là Tunicata và Cephalochordata. Hai phân ngành này cùng với tất cả các loài động vật không dây sống đã biết khác có chung một nhóm Hox gene, trong khi các loài động vật có xương sống có nhiều hơn một cụm Hox gene nguyên thủy.
Trong ngành nghiên cứu động vật học cổ và cổ sinh học, những động vật không xương sống thường được nghiên cứu trong mối liên hệ hóa thạch được gọi là cổ sinh học động vật không xương sống.

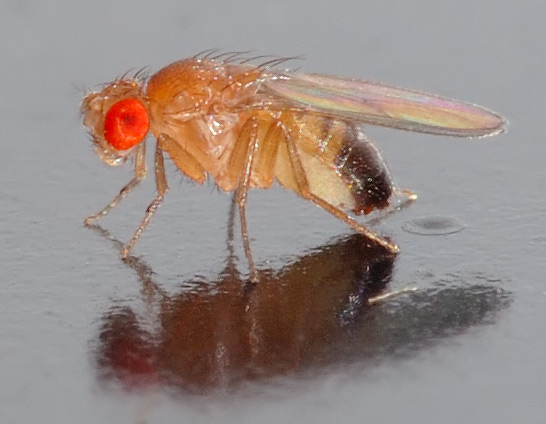
Ruồi giấm thường, Drosophila melanogaster là đối tượng của nhiều nghiên cứu

## Đặc điểm
Nhiều loài động vật không xương sống có hình thức sinh sản hữu tính. Chúng có một vài tế bào sinh sản đặc biệt, mà các tế bào này có thể trải qua quá trình phân bào để tạo ra các tinh trùng nhỏ hơn có thể cử động, hoặc các trứng lớn hơn không thể di chuyển. Sự kết hợp chúng để tạo thành hợp tử và phát triển thành cá thể mới. Các loài khác có khả năng sinh sản vô tính hoặc thỉnh thoảng có cả hai cách sinh sản.

### Các ngành

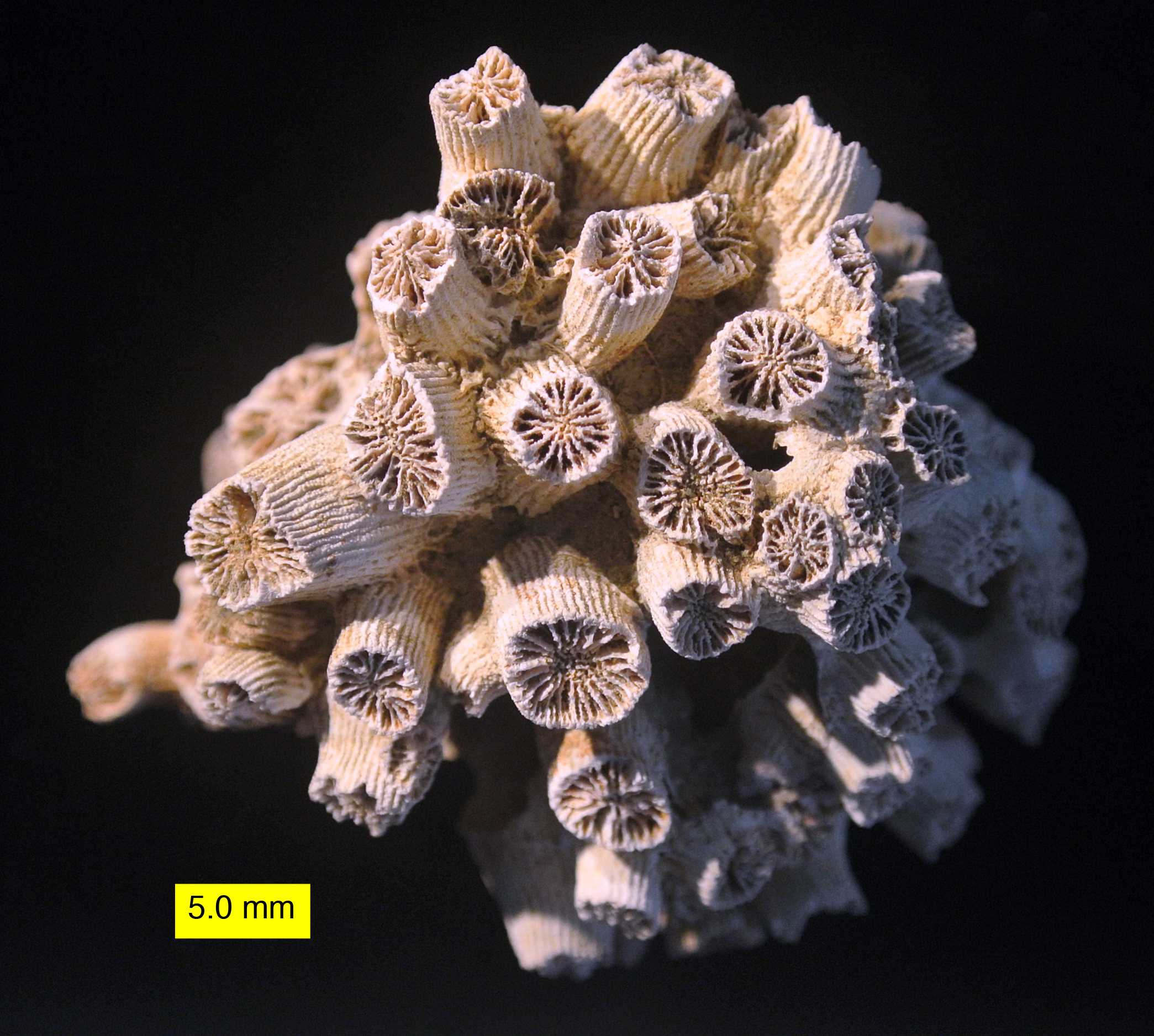
San hô hóa thạch Cladocora trong Pliocene ở Cộng hòa Síp

Các động vật không xương sống bao gồm một số ngành. Một trong số đó là bọt biển (Porifera). Chúng đã từng được xem là đã tách ra từ các động vật khác trước đây. Chúng thiếu tổ hợp phức tạp được tìm thấy trong hầu hết các ngành khác. Các tế bào của chúng khác biệt nhưng trong hầu hết các trường hợp không được tổ chức thành các mô riêng biệt. Bọt biển thường ăn bằng cách hút nước qua các lỗ chân lông. Một số người suy đoán rằng bọt biển không phải nhóm nguyên sinh, nhưng có thể là một dạng thứ sinh đơn giản hóa. Ctenophora và Cnidaria, bao gồm hải quỳ, san hô, và sứa, có dạng đối xứng tâm và có buồn tiêu hóa có một lỗ duy nhất, vừa là miệng cũng vừa là hậu môn. Cả hai đều có các mô riêng biệt, nhưng chúng không được tổ chức thành một cơ quan. Chúng chỉ có hai lớp màng chính là nội bì và ngoại bì, giữa chúng chỉ có các tế bào nằm rải rác. Do đó, đôi khi người ta gọi chúng là lưỡng bì.
Động vật da gai có tính đối xứng tâm và là các động vật biển chỉ có ở biển, bao gồm sao biển (Asteroidea), cầu gai (Echinoidea), đuôi rắn (Ophiuroidea), hải sâm (Holothuroidea) và huệ biển (Crinoidea) và sứa.
Các ngành khác thuộc động vật không xương sống gồm ngành nửa dây sống (Hemichordata) và Hàm tơ (Chaetognatha).
Ngành động vật lớn nhất cũng nằm trong nhóm động vật không xương sống: động vật chân khớp (Arthropoda) bao gồm côn trùng, nhện, cua và các họ hàng của chúng. Tất cả các sinh vật này có cơ thể được chia thành một vài phần có tính lặp lại, đặc biệt là các bộ phận cặp đôi. Ngoài ra, chúng có xương ngoài cứng và cần lột xác theo chu kỳ để lớn lên. Hai ngành nhỏ hơn là Giun nhung (Onychophora) và Bò chậm (Tardigrada) có quan hệ gần gũi với động vật chân khớp và cùng mang những đặc điểm này. Giun tròn (Nematoda) có lẽ là họ động vật lớn thứ 2 và cũng là động vật không xương sống. Giun tròn thường có kích thước nhỏ và xuất hiện trong hầu hết các môi trường có nước. Một số là ký sinh trùng quan trọng. Ngành nhỏ hơn liên quan đến chúng là Kinorhyncha, Priapulida, và Loricifera. Các nhóm này có các khoang bị giảm đi, gọi là các khoang giả. Các loài động vật không xương sống khác bao gồm trùng dải băng (Nemertea), và Sá sùng (Sipuncula).
Các ngành khác là Giun dẹp (Platyhelminthes). Các loài này ban đầu được xem là nguyện thủy, tuyn nhiên hiện nay người ta cho rằng chúng có các tổ tiên phức tạp hơn Giun dẹp có các xoang vị, chưa có các khoảng trống riêng biệt trong cơ thể, cũng giống như các họ hàng gần gũi nhất với chúng là các Giun bụng lông (Gastrotricha). Luân trùng (Rotifera) hay trùng bánh xe, là các loài phổ biến trong các môi trường nước. Các động vật không xương sống cũng bao gồm Đầu móc ký sinh (Acanthocephala), Gnathostomulida, Micrognathozoa, và Cycliophora.
Động vật không xương sống cũng bao gồm hai ngành nhóm phổ biến nhất là Mollusca và Annelida. Molusca là một ngành động vật lớn thứ 2 về số lượng loài đã được miêu tả bao gồm ốc sên, nghêu, và mực, và ngành Annelida bao gồm các loài giun đốt như giun đất và đĩa. Hai ngành này trong một thời gian dài được xem là có quan hệ gần gũi do sự xuất hiện phổ biến của chúng trong ấu trùng của trochophore, nhưng các loài Annelida từng được xem là có quan hệ gần hơn với arthropoda do chúng đều có đối. Hiện nay, hai ngành này nhìn chung được xem là tiến hóa hội tụ có những điểm khác nhau về hình thái và gen giữa chúng.
Các ngành khác gồm Acoelomorpha, Brachiopoda, Bryozoa, Entoprocta, Phoronida, và Xenoturbellida.